# Anton Wjatscheslawowitsch Mamajew
Anton Wjatscheslawowitsch Mamajew (russisch Антон Вячеславович Мамаев; * 24. Mai 1997 in Jekaterinburg) ist ein russischer Snowboarder. Er startet in den Disziplinen Slopestyle und Big Air.

## Werdegang
Mamaew nimmt seit 2011 an Wettbewerben der Ticket to Ride World Snowboard Tour und der FIS teil. Bei den Snowboard-Juniorenweltmeisterschaften 2013 in Erzurum kam er auf den 41. Platz und bei den Snowboard-Juniorenweltmeisterschaften 2014 in Chiesa in Valmalenco auf den 14. Platz im Slopestyle. Im Januar 2015 errang er bei den Snowboard-Weltmeisterschaften 2015 am Kreischberg den 47. Platz im Slopestyle und den zehnten Rang im Big Air. Im folgenden Monat debütierte er in Špindlerův Mlýn im Snowboard-Weltcup und belegte dabei den 26. Platz im Slopestyle. Bei den Snowboard-Juniorenweltmeisterschaften 2015 in Yabuli gelang ihn der 52. Platz im Slopestyle. Im April 2016 wurde er in Sunny Valley russischer Meister im Slopestyle. In der Saison 2016/17 siegte er im Big Air beim Grand Prix de Russie in Moskau und errang beim Weltcup in Québec den dritten Platz im Big Air. Bei den Snowboard-Weltmeisterschaften 2017 in Sierra Nevada kam er auf den 13. Platz im Big Air und bei den Olympischen Winterspielen 2018 in Pyeongchang auf den 32. Platz im Big Air. Im März 2019 siegte er bei der Winter-Universiade in Krasnojarsk im Slopestyle.